# Катастрофа B-24 в Гібралтарі
Катастрофа B-24 в Гібралтарі — авіаційна катастрофа, що трапилась 4 липня 1943 року, в Гібралтарі з транспортним літаком «Consolidated B-24 Liberator» Королівських повітряних сил Великої Британії, внаслідок якої загинули 16 осіб, у тому числі прем'єр-міністр Польщі у вигнанні Владислав Сікорський.

## Літак
Літак «Consolidated B-24 Liberator» з бортовим номером «AL523» 511-ї ескадрильї Королівських повітряних сил Великої Британії.

## Катастрофа
4 липня 1943 року, коли Владислав Сікорський повертався до Лондона після інспекції польських військ на Близькому Сході, його літак о 23:07 впав у море за 16 секунд після вильоту з аеропорту «Гібралтар». Сікорський, його донька, начальник штабу Тадеуш Климецький, 8 інших пасажирів та 5 членів екіпажу загинули. За офіційними даними у літаку було 11 пасажирів та 6 членів екіпажу, з яких вижив тільки чеський пілот Едвард Прхал.

## Загиблі

### Пасажири
1. Віктор Казалет, член Консервативної партії Великої Британії
2. Ян Гралевський, кур'єр Армії крайової[5][6]
3. генерал-майор Тадеуш Климецький, начальник польського штабу[2]
4. Адам Кулаковський, ад'ютант Сікорського[5]
5. Зоф'я Лесневська, донька і секретар Сікорського[1][2]
6. В. Х. Лок[7]
7. полковник Анджей Марецький, начальник оперативного відділу польського штабу[2]
8. М. Піндер[7]
9. лейтенант Юзеф Поніківський, ад'ютант Сікорського[2]
10. генерал Владислав Сікорський, командувач польських військ і прем'єр-міністр польського уряду у вигнанні[1].
11. бригадир і член Консервативної партії Джон Персиваль Вайтлі[7][8].

### Екіпаж
1. Ч. Б. Геррі, сержант, радист/стрілок[9]
2. В. С. Херрінг, командир ескадрильї, другий пілот[9]
3. Д. Хантер, сержант, радист/стрілок[9]
4. Ф. Келлі, сержант, механік[9]
5. Л. Зальцбург, ворент-офіцер, штурман[9]

## Наслідки
На місці катастрофи польський есмінець «Оркан» підібрав тіло Сікорського (тіла були виявлені не всі) і вирушив до Британії. Сікорського поховали на кладовищі загиблих польських військовослужбовців в Ньюарк-он-Тренті 16 липня 1943 року. Вінстон Черчилль виголосив хвалебну промову на похоронах генерала.
Смерть Сікорського стало поворотним пунктом для розділу сфер впливу в Польщі між союзниками. Сікорський був найавторитетнішим лідером уряду Польщі у вигнанні, і його смерть стала серйозним ударом для поляків.

## Розслідування інциденту
7 липня 1943 року було скликано британський суд з розслідування причин катастрофи, але він не зміг визначити причину. Був зроблений висновок, що катастрофа літака сталася в результаті нещасного випадку, викликаним «заклинюванням елеронів управління» невідомого походження. Незважаючи на те, що незабаром з'явилася версія про саботаж, в доповіді все ж було відзначено, що «не представляється можливим визначити якісь інші версії, так як сталося заклинювання». Польський уряд відмовився схвалити цю доповідь з причини суперечностей, наведених у доповіді, і відсутності переконливих висновків.
Політичний контекст події відразу ж породив чутки про те, що смерть Сікорського була не випадковою, а, можливо, прямим результатом радянської, британської або навіть польської чи союзницької змови. Деякі сучасні джерела відзначають, що аварія не була повністю пояснена, наприклад, Єжи Ян Лерський у своєму «Історичному словнику Польщі» (1996), в статті «Катастрофа над Гібралтаром» зазначив, що «існує кілька теорій, що пояснюють події, але таємниця не була повністю розкритою».  Однак, як вказує в статті про Сікорського в Польському біографічному словнику 1997 року Роман Вапинський, ніяких переконливих доказів про змову як причину катастрофи не виявили, і офіційною причиною загибелі Сікорського була вказана як нещасний випадок.
У 2008 році тіло генерала Сікорського ексгумували, і його останки були вивчені групою польських вчених, яка в 2009 році зробила висновок про те, що генерал помер від ран, отриманих в результаті авіакатастрофи. Таким чином виключалися версія про те, що командувач польських військ був вбитий. Однак вони не виключили і версію саботажу, яка на даний момент розслідується польським інститутом національної пам'яті.